# Classe Malta
La classe Malta è stata un gruppo di quattro portaerei progettate per la Royal Navy britannica durante la seconda guerra mondiale. Il progetto prevedeva diverse innovazioni ispirate alle unità statunitensi nel disegno degli hangar e nell'organizzazione delle operazioni di volo. Tre unità vennero ordinate nel 1943, mentre una quarta venne aggiunta l'anno successivo. Nonostante ciò il progetto definitivo non venne completato prima della fine del conflitto e tutte e quattro le unità vennero cancellate.

## Progetto
Le unità classe Malta vennero progettate come portaerei d'attacco, visto che le portaerei britanniche in servizio non erano in grado di trasportare e gestire lo stesso numero di aerei delle portaerei della US Navy. Le unità classe Midway vennero utilizzate come prototipo, anche se venne prevista una maggiore lunghezza pari a 273 metri e una larghezza di 35,28 metri. Era previsto un dislocamento standard di 46.604 t con un pescaggio di 8,99 metri. Per la propulsione venne prevista una sistemazione con otto caldaie e turbine con riduttori per una potenza totale di 200.000 Shp pari a 150.000 KW, distribuiti su quattro o cinque assi. L'idea di un quinto asse centrale venne implementata pensando che sarebbe stato meno soggetto a danneggiamenti da parte di siluri.
Le classe Malta avevano importanti differenze dalle altre portaerei britanniche, prevedendo un ponte hangar aperto che avrebbe permesso agli aerei di scaldare i motori prima di trasferirsi sul ponte di volo per il lancio. Il ponte di volo da 273 metri per 41 avrebbe consentito di operare simultaneamente più velivoli in decollo o appontaggio e la presenza di 4 elevatori (due centrali e due laterali) avrebbe permesso un rapido spostamento degli aerei. Il ponte di volo corazzato, giudicato necessario anche alla luce degli attacchi kamikaze portati dai piloti giapponesi, aveva uno spessore di 100 mm, leggermente minore di quello delle precedenti classi di portaerei. Il numero di aerei imbarcati previsto era di circa 80.

## Navi
Nonostante il progetto definitivo delle unità non fosse ancora pronto, le prime tre navi vennero ordinate nel luglio 1943, mentre una quarta, precedentemente ordinata come appartenente alla classe Audacious, venne aggiunta nel 1944. Il progetto venne continuamente modificato fino alla fine della guerra, quando l'ordine venne prima sospeso e poi definitivamente cancellato tra la fine del 1945 e l'inizio del 1946. Solo l'unità capoclasse venne impostata.
| Nome        | Costruttore previsto            | Impostazione  | Cancellazione    | Note                                                    |
| ----------- | ------------------------------- | ------------- | ---------------- | ------------------------------------------------------- |
| Malta       | John Brown & Company, Clydebank | Dicembre 1944 | 21 dicembre 1945 | -                                                       |
| New Zealand | Harland & Wolff, Belfast        | -             | Febbraio 1946    | -                                                       |
| Gibraltar   | Vickers-Armstrong, Newcastle    | -             | ottobre 1945     | -                                                       |
| Africa      | Fairfield, Govan                | -             | ottobre 1945     | Inizialmente ordinata come parte della classe Audacious |